# Stor-Hullsjön
Stor-Hullsjön är en sjö i Sundsvalls kommun i Medelpad och ingår i Ljungans huvudavrinningsområde. Sjön har en area på 5,13 kvadratkilometer och ligger 301 meter över havet. Sjön avvattnas av vattendraget Hiån.

## Delavrinningsområde
Stor-Hullsjön ingår i det delavrinningsområde (693814-154281) som SMHI kallar för Utloppet av Stor-Hullsjön. Medelhöjden är 328 meter över havet och ytan är 19,99 kvadratkilometer. Det finns inga avrinningsområden uppströms utan avrinningsområdet är högsta punkten. Hiån som avvattnar avrinningsområdet har biflödesordning 3, vilket innebär att vattnet flödar genom totalt 3 vattendrag innan det når havet efter 113 kilometer. Avrinningsområdet består mestadels av skog (62 procent). Avrinningsområdet har 5,12 kvadratkilometer vattenytor vilket ger det en sjöprocent på 25,6 procent.